# 渥美饒兒
渥美 饒児（あつみ じょうじ、1953年5月27日 - ）は、日本の小説家。静岡県浜松市出身。本名・丈兒。日本大学文理学部社会学科卒業。

## 経歴
1985年『ミッドナイト・ホモサピエンス』で第21回昭和59年度文藝賞を受賞。（装丁: 横尾忠則）
2003年、女子高生コンクリート詰め殺人事件を元にノンフィクション・ノベル『十七歳、悪の履歴書』を出版した。翌2004年にはこの本を原作とした映画「コンクリート」が中村拓武監督、高岡蒼佑・三船美佳主演により上映される。
2010年3月より1年2ヵ月にわたり、『沈黙のレシピエント』を「ハワイ報知」「静岡新聞」に連載する。
2019年6月、東京・市ヶ谷にて『三島由紀夫コレクション展』および公開講座を行う。

## 著書
- 『ミッドナイト・ホモサピエンス』河出書房新社 1985年
- 『ジョン・レノンをめぐる旅―ニューヨーク感傷旅行』日之出出版 1990年
- 『森のヒポクリット』集英社　すばる3月号 1992年
- 『孤蝶の夢―小説北村透谷』作品社　1996年
- 『ジャパン・シンドローム』作品社 2001年
- 『十七歳、悪の履歴書－女子高生コンクリート詰め殺人事件』作品社 2003年
- 『原子の闇』中央公論新社（上・下巻）2011年
- 『沈黙のレシピエント』中央公論新社　2012年
- 『潜在殺』河出書房新社 2018年